# Saint-Clair-sur-Epte
Saint-Clair-sur-Epte és un municipi francès, situat al departament de Val-d'Oise i a la regió d'Illa de França. L'any 2007 tenia 857 habitants.
Forma part del cantó de Vauréal, del districte de Pontoise i de la Comunitat de comunes Vexin-Val de Seine.

## Història
Vegeu: Tractat de Saint-Clair-sur-Epte

## Demografia

### Població
El 2007 la població de fet de Saint-Clair-sur-Epte era de 857 persones. Hi havia 281 famílies, de les quals 64 eren unipersonals (32 homes vivint sols i 32 dones vivint soles), 59 parelles sense fills, 130 parelles amb fills i 28 famílies monoparentals amb fills.
La població ha evolucionat segons el següent gràfic:
Habitants censats

### Habitatges
El 2007 hi havia 338 habitatges, 283 eren l'habitatge principal de la família, 32 eren segones residències i 24 estaven desocupats. 287 eren cases i 49 eren apartaments. Dels 283 habitatges principals, 174 estaven ocupats pels seus propietaris, 100 estaven llogats i ocupats pels llogaters i 8 estaven cedits a títol gratuït; 6 tenien una cambra, 25 en tenien dues, 44 en tenien tres, 60 en tenien quatre i 148 en tenien cinc o més. 199 habitatges disposaven pel capbaix d'una plaça de pàrquing. A 125 habitatges hi havia un automòbil i a 110 n'hi havia dos o més.

### Piràmide de població
La piràmide de població per edats i sexe el 2009 era:
| Homes | Edats   | Dones |
| ----- | ------- | ----- |
| 0     | 95 o +  | 4     |
| 4     | 90 a 94 | 16    |
| 4     | 85 a 89 | 20    |
| 8     | 80 a 84 | 28    |
| 4     | 75 a 79 | 24    |
| 8     | 70 a 74 | 8     |
| 24    | 65 a 69 | 12    |
| 4     | 60 a 64 | 12    |
| 12    | 55 a 59 | 12    |
| 40    | 50 a 54 | 24    |
| 44    | 45 a 49 | 24    |
| 28    | 40 a 44 | 24    |
| 28    | 35 a 39 | 32    |
| 24    | 30 a 34 | 28    |
| 16    | 25 a 29 | 20    |
| 8     | 20 a 24 | 4     |
| 36    | 15 a 19 | 36    |
| 16    | 10 a 14 | 44    |
| 16    | 5 a 9   | 44    |
| 20    | 0 a 4   | 28    |

## Economia
El 2007 la població en edat de treballar era de 508 persones, 376 eren actives i 132 eren inactives. De les 376 persones actives 320 estaven ocupades (183 homes i 137 dones) i 56 estaven aturades (20 homes i 36 dones). De les 132 persones inactives 39 estaven jubilades, 48 estaven estudiant i 45 estaven classificades com a «altres inactius».

### Ingressos
El 2009 a Saint-Clair-sur-Epte hi havia 296 unitats fiscals que integraven 822 persones, la mediana anual d'ingressos fiscals per persona era de 16.863 €.

### Activitats econòmiques
Dels 29 establiments que hi havia el 2007, 4 eren d'empreses extractives, 1 d'una empresa alimentària, 1 d'una empresa de fabricació d'altres productes industrials, 4 d'empreses de construcció, 4 d'empreses de comerç i reparació d'automòbils, 1 d'una empresa de transport, 1 d'una empresa d'hostatgeria i restauració, 1 d'una empresa d'informació i comunicació, 1 d'una empresa immobiliària, 1 d'una empresa de serveis, 6 d'entitats de l'administració pública i 4 d'empreses classificades com a «altres activitats de serveis».
Dels 8 establiments de servei als particulars que hi havia el 2009, 1 era una oficina de correu, 1 autoescola, 1 fusteria, 1 lampisteria, 2 empreses de construcció, 1 perruqueria i 1 agència immobiliària.
Dels 3 establiments comercials que hi havia el 2009, 1 era una botiga de més de 120 m², 1 una botiga de menys de 120 m² i 1 una fleca.
L'any 2000 a Saint-Clair-sur-Epte hi havia 8 explotacions agrícoles que ocupaven un total de 400 hectàrees.

## Equipaments sanitaris i escolars
El 2009 hi havia una escola elemental.

## Poblacions més properes
El següent diagrama mostra les poblacions més properes.